# Thorstein Skarning
Thorstein Skarning, född 30 november 1887 utanför Drammen, död 3 oktober 1939 i Fargo, North Dakota, var en norsk-amerikansk dragspelare och orkesterledare.
Skarning lär ha skivdebuterat redan i Norge innan han bosatte sig i Rice Lake, Wisconsin, på 1910-talet. Omkring 1917 började han och hans fru Anna, som spelade piano, turnera i Mellanvästern. På 1920-talet slog sig familjen ned i Minneapolis. Hustrun Anna sjöng och de två sönerna spelade trummor och dragspel. Till orkesterns egenheter hörde att blanda modern amerikansk musik med den traditionella norska melodierna, så kallad "gammeldans". På 1930-talet bytte orkestern namn till Thorstein Skarning and His Norwegian Hillbillies och spelade för det mesta i gamla lador, som ombyggts till primitiva danslokaler. I Minneapolis spelade de tre gånger i veckan på radiokanalen WDGY.
Efter att Skarning avled ledde äldste sonen Thorstein (1918–1997) bandet fram till andra världskrigets utbrott. 1946 organiserade han en ny orkester med namnet Skarning’s Norske Orchestra. I den nya konstellationen ingick också Thorstein Skarning den yngres döttrar Lou och Irene.
1918 gjorde Thorstein Skarning fyra soloinspelningar för Victor. Thorstein Skarning and His Old Time Orchestra spelade 1930 in två skivsidor i Chicago.